# Любча (Болгария)
Любча (болг. Любча) — село в Болгарии. Находится в Смолянской области, в историко-географическом регионе Чеч, входит в общину Доспат. Население составляет 918 человек.

## Политическая ситуация
В местном кметстве Любча, в состав которого входит Любча, должность кмета (старосты) исполняет Велико Недков Митков (Движение за права и свободы (ДПС)) по результатам выборов правления кметства в 2007 году.
Кмет (мэр) общины Доспат — Антим Даринов Пыржанов (Движение за права и свободы (ДПС)) по результатам выборов 2007 года в правление общины.

## Карты

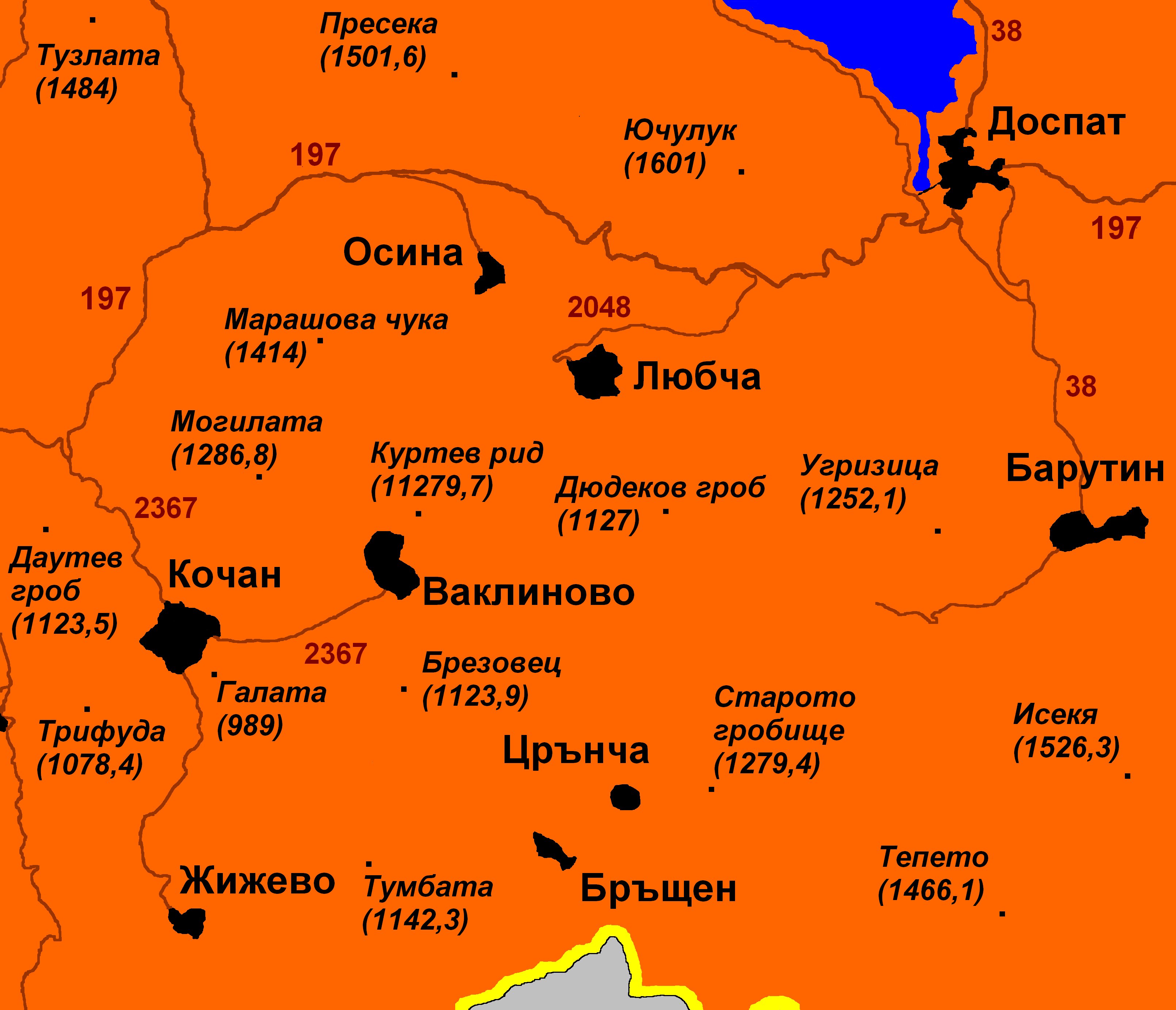
Окрестности села